# كوين جونسون
كوين جونسون (بالإنجليزية: Quinn Johnson)‏ هو لاعب كرة قدم أمريكية أمريكي، ولد في 30 سبتمبر 1986 في نيو أورلينز في الولايات المتحدة.

## وصلات خارجية
- كوين جونسون على موقع مرجع كرة القدم المحترفة.كوم (الإنجليزية)